# Tadatoshi Masuda
Tadatoshi Masuda (jap. 増田 忠俊 Masuda Tadatoshi; ur. 25 grudnia 1973) – japoński piłkarz, reprezentant kraju.

## Kariera klubowa
Od 1992 do 2006 roku występował w klubach Kashima Antlers, FC Tokyo, JEF United Ichihara, Kashiwa Reysol i Oita Trinita.

## Kariera reprezentacyjna
W reprezentacji Japonii zadebiutował w 1998.

## Statystyki
| Reprezentacja Japonii | Reprezentacja Japonii | Reprezentacja Japonii |
| Rok                   | Mecze                 | Gole                  |
| --------------------- | --------------------- | --------------------- |
| 1998                  | 1                     | 0                     |
| Razem                 | 1                     | 0                     |